# بايو-راد
شركة مختبرات بيوراد،Bio-Rad Laboratories, Inc. nyse: BIO، شركة أمريكية تأسست عام 1952 في،
بيركيلي، كاليفورنيا.
الشركة تعمل في مجالين أساسيين هما مجال صناعات علوم الحياة ، ومجال التشخيص الإكلينيكي .
تعمل الشركة في معظم دول العالم وتعتبر المستشفيات والجامعات ومراكز الأبحاث من عملائها .
يقع مقر إدارة الشركة في هيركوليس في كاليفورنيا وتوظف حوالي 6800 موظفاً حول العالم .
تم إدراج الشركة في بورصة نيويورك في عام 2008 م .

## الخطوط الصناعية لشركة بيوراد

### التشخيص الإكلينيكي
تعتبر شركة بيوراد من أهم شركات التشخيص الإكلينيكي حول العالم وتصنع وتطور العديد من الأجهزة المتخصصة
في فحوص الفيروسات والهرمونات على اختلاف أنواعها، كماتعتبر من الشركات الرائدة في مجال فحوص
مرض السكر وفحوص فقر الدم المنجلي (sickling.anaemia)

### تجهيزات أبحاث علوم الحياة
تعتبر بيوراد أحد أهم خمس شركات على مستوى العالم في مجال فحوص علوم الحياة.
وتركز هذه التجهيزات على أبحاث تتعلق بخصائص وسلوك وتركيب الكائنات الحية و
مكوناتها الحيوية.
وتشمل أجهزة بيوراد البحثية والمتخصصة في علوم الحياة جميع أجهزة الفصل والتنقية والكشف والتحليل
لجميع المكونات الحيوية (البيولوجية) والكيميائية للكائنات الحية .

## تاريخ الشركة
تم تأسيس الشركة عام 1952م من قبل زوجين هما ديفيد واليس شوارتز في مدينة بيركيلي والزوجان
ديفيد واليس كانا طالبين في جامعة بيركيلي وتخرجا معاً من نفس الجامعة .
بدأت شركة بيوراد عملها في مجال أبحاث علوم الحياة وفي عام 1967م دخلت مجال أجهزة التشخيص الإكلينيكي .
في عام 1999م استحوذت بيوراد على أسهم شركة باستور سانوفي (Pasteur Sanofi Diagnostics)الفرنسية
مما عزز موقع بيوراد العالمي في مجال فحوص الفيروسات وبخاصة فحص فيروس مرض الإيدز (HIV) .
فی عام 2004 م دخلت بيوراد مجال تصنيع الإلكترونيات الضوئية (Optoelectronics).
في عام 2007 م اشترت بيوراد شركة دياميد السويسرية (DiaMed Holding AG) والمتخصصة في مجال أبحاث المناعة

## وصلات خارجية
- الموقع الرسمي